# بیماری (فیلم ۲۰۰۵)
بیماری (به هندی: Rog) فیلمی محصول سال ۲۰۰۵ و به کارگردانی هیمانشو براهمبهات است. در این فیلم بازیگرانی همچون عرفان خان، لنه‌هامان، هیمانشو مالیک ایفای نقش کرده‌اند.